# Tantal (element)
Tantal je kemijski element atomskog (rednog) broja 73 i atomske mase 180,94788(2). U periodnom sustavu elemenata predstavlja ga simbol Ta.
To je vrlo tvrdi sivi sjajan metal. Čisti metal se može izvući u vrlo fine žice. Na izloženoj površini formira se oksidni film otporan na koroziju. Ne otapa se u kiselinama niti u vodenim otopinama lužina, reagira jedino s fluoridnom kiselinom i rastaljenim alkalijama. Zagrijani metal se zapali na zraku. Inertan je na tjelesne tekućine, pa se rabi za izradu različitih proteza u tijelu.
Tantal je 1802. godine otkrio Anders Ekeberg (Švedska). Ime je dobio po Tantalu iz grčke mitologije zbog velikih teškoća kod njegovog dobivanja i odvajanja od niobija.
Slitine na bazi tantala su antikorozivne i vrlo čvrste, pa se rabe u svemirskoj tehnologiji te pri izradi kondenzatora i ispravljača.
- Wječnik ima značenje riječi tantal